# Х̑
La Kha con breve invertida (Х̑ х̑; cursiva: Х̑ х̑) es una letra del alfabeto cirílico.
Se utiliza en el idioma aleutiano, donde representa la fricativa uvular sorda /χ/. Corresponde a la X con circunflejo latina (X̂ x̂ X̂ x̂).

## Códigos informáticos
| Carácter      | Х                            | Х                            | х                            | х                            | ̑                | ̑                |
| ------------- | ---------------------------- | ---------------------------- | ---------------------------- | ---------------------------- | --------------- | --------------- |
| Unicode       | LETRA MAYÚSCULA CIRÍLICA KHA | LETRA MAYÚSCULA CIRÍLICA KHA | LETRA MINÚSCULA CIRÍLICA KHA | LETRA MINÚSCULA CIRÍLICA KHA | BREVE INVERTIDA | BREVE INVERTIDA |
| Codificación  | decimal                      | hex                          | decimal                      | hex                          | decimal         | hex             |
| Unicode       | 1061                         | U+0425                       | 1093                         | U+0445                       | 785             | U+0311          |
| UTF-8         | 208 165                      | D0 A5                        | 209 133                      | D1 85                        | 204 145         | CC 91           |
| Ref. numérica | &#1061;                      | &#x425;                      | &#1093;                      | &#x445;                      | &#785;          | &#x311;         |